# Patton (Pensilvânia)
Patton é um distrito localizado no estado norte-americano de Pensilvânia, no Condado de Cambria.

## Demografia
Segundo o censo norte-americano de 2000, a sua população era de 2023 habitantes.
Em 2006, foi estimada uma população de 1899, um decréscimo de 124 (-6.1%).

## Geografia
De acordo com o United States Census Bureau tem uma área de
2,6 km², dos quais 2,6 km² cobertos por terra e 0,0 km² cobertos por água.

## Localidades na vizinhança
O diagrama seguinte representa as localidades num raio de 12 km ao redor de Patton.